# Cedusa glutinosa
Cedusa glutinosa är en insektsart som först beskrevs av Yang och Wu 1993.  Cedusa glutinosa ingår i släktet Cedusa och familjen Derbidae. Inga underarter finns listade i Catalogue of Life.